# Simon Stagg
Simon Stagg è un personaggio dei fumetti statunitensi creato da Bob Haney (testi) e Ramona Fradon (disegni), pubblicato dalla DC Comics. La sua prima apparizione avviene in The Brave and the Bold (Vol. 1) n. 57 (gennaio 1965).
Principale antagonista di Metamorpho e responsabile indiretto della sua trasformazione, Stagg è uno scienziato miliardario presidente delle Stagg Enterprises nonché padre della fidanzata – e in seguito moglie – di Rex, Sapphire Stagg, di cui è geloso in modo tanto ossessivo da attentare più volte alla vita del supereroe pur di separarli.

## Storia editoriale
La prima apparizione del personaggio avviene sul n. 57 del primo volume di The Brave and the Bold, datato gennaio 1965, in una storia scritta da Bob Haney e disegnata da Ramona Fradon. Successivamente Stagg è stato una presenza ricorrente in tutte le testate riguardanti Metamorpho e Mark Waid, autore della miniserie in quattro numeri Metamorpho na dichiarato: «scrivere Simon Stagg è sempre stata una camminata sul filo del rasoio. Da un lato, non vuoi che sia così comicamente malvagio da sembrare un cartone animato. Dall'altro, devi ricordare che è un vero e proprio maniaco. La chiave per Stagg è non perdere di vista il fatto che fa quasi tutto ciò che fa per il bene di sua figlia, indipendentemente da quanto folli possano sembrare quelle azioni».

## Biografia del personaggio

### Primi anni
Nato a New York City, Simon Stagg ha un Fratello minore, Beowulf, e, pur discendendo da una famiglia ricca e prestigiosa, si è prodigato per incrementare il potere e l’influenza delle Stagg Enterprises diffondendo la compagnia in tutto il mondo tuttavia sua moglie, Mara, muore poco dopo aver dato alla luce la loro unica figlia, Sapphire, che da allora diventa la principale ragione di vita dell’uomo, che sviluppa nei suoi confronti una gelosia morbosa. Anni dopo assolda l’avventuriero ed archeologo di fama mondiale Rex Mason per varie spedizioni ma, dopo aver scoperto che quest’ultimo ha una storia d’amore con sua figlia, ordina al suo assistente Java – un uomo di Neandertal che ha riportato in vita – di assassinare Mason durante un’operazione in Egitto volta al recupero dell’artefatto noto come “Sfera di Ra”, sebbene quest’ultimo sopravviva trasformandosi in Metamorpho. Stagg promette quindi all’Uomo Elementale di cercare una cura per riportarlo alla normalità, ma al tempo stesso lo manipola per i suoi fini usando l’energia della sfera per ricattarlo una volta scoperto che la sua prossimità gli provoca un intenso dolore fisico.
Nonostante tutto ciò, il rapporto tra Sapphire e Mason si fa sempre più forte, motivo per cui Stagg, pur di dividerli, uccide Metamorpho servendosi della Sfera di Ra, sebbene quest’ultimo venga in seguito rianimato dagli Outsiders e Sapphire, felice di non averlo perso per sempre, si ribella al padre chiedendo al supereroe di sposarla.
Furioso, Stagg si vede costretto a dare la sua riluttante benedizione alle nozze dopo che i due gli salvano la vita, sebbene, dopo la morte di Mason per mano di Helga Jace, costringa la figlia a risposarsi con Java.

### Nonno
Dopo che Sapphire, rimasta incinta di Metamorpho, dà alla luce un bambino di nome Joey, Simon tenta di impossessarsene prima che lo faccia il redivivo Uomo Elementale che, saputo del tocco corrosivo del piccolo, lo lascia in braccio a Stagg nella speranza di ucciderlo sebbene questi, condividendo il codice genetico della madre del piccolo, si riveli immune ai suoi poteri. Stagg rinchiude dunque nel suo castello sia la figlia che il nipote, lasciato alla sua custodia per garantirne la sicurezza, finché Metamorpho lo porta in Egitto riuscendo a guarirlo dal tocco corrosivo e a riconciliarsi con Sapphire.
Anni dopo, a seguito di un esperimento andato male, Stagg si fonde con la figlia e il nipote dando vita a un mostro omicida e viene riportato alla normalità da Metamorpho con l’aiuto di Black Canary e le Birds of Prey.

### Rinascita
Nella nuova realtà narrativa successiva a Rinascita, Simon Stagg ha anche un figlio, Sebastian, che ha diseredato dopo dopo aver subito un tentativo di avvelenamento da parte sua, inoltre scopre il Multiverso Oscuro e arruola i Terrifics per esplorarlo ma, poco dopo, gli viene diagnosticato il cancro al pancreas e muore in ospedale vegliato dalla figlia e da Mason.

## Altri media

### Cinema
- Nel film del DC Extended Universe (DCEU) Wonder Woman 1984 (2020), Simon Stagg, interpretato da Oliver Cotton con la voce italiana di Paolo Buglioni,[21] è uno degli investitori aziendali di Maxwell Lord.

### Televisione
- Nella serie animata Justice League Simon Stagg, doppiato da Earl Boen[22] con la voce italiana di Enrico Bertorelli, è il responsabile della trasformazione di Metamorpho, che ha usato come cavia per un esperimento dopo aver saputo della sua relazione con Sapphire.
- Simon Stagg, doppiato da Jeff Bennett,[22] compare in Beware the Batman, dove ha trasformato Rex Mason in Metamorpho tramite un gas tossico.
- Nella serie Arrowverse The Flash Simon Stagg, interpretato da William Sadler[23] con la voce italiana di Vladimiro Conti, viene preso di mira dall'ex-dipendente Multiplex e salvato da Flash, di cui resta tanto affascinato da decidere di volerlo catturare per studiarlo, motivo per il quale viene ucciso da Harrison Wells.
- Il personaggio ha un cameo muto in un episodio di Young Justice, dove gestisce un traffico di metaumani.

### Videogiochi
- In Batman: Arkham Knight Simon Stagg è doppiato da Phil Proctor,[24][22] con la voce italiana di Aldo Stella, è un imprenditore disonesto di Central City che, dopo aver creato generatori d'energia pulita per lo Spaventapasseri, viene da questi tradito e fatto arrestare.

### Varie
- Simon Stagg compare in una striscia a fumetti di Dick Tracy datata febbraio 2018.